# 陳闇然
陳闇然（？—1617年），號暉斯，河南汝寧府光州光山县人，明朝政治人物。

## 生平
万历四十三年（1615年）乙卯科第十七名舉人，四十四年（1616年）丙辰科三甲二百三十三名进士，工部觀政，四十五年授朝邑知縣，未仕卒。

## 家族
祖父陈思仁。父陈章，儒官。